# 但尼丁車站

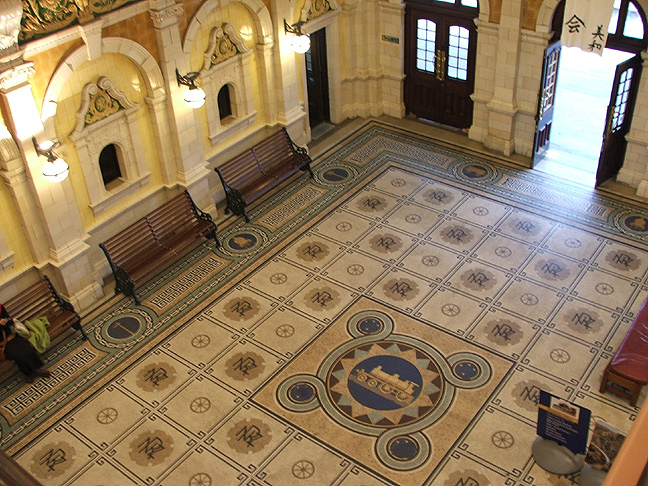
車站內部，售票大廳的馬賽克地板

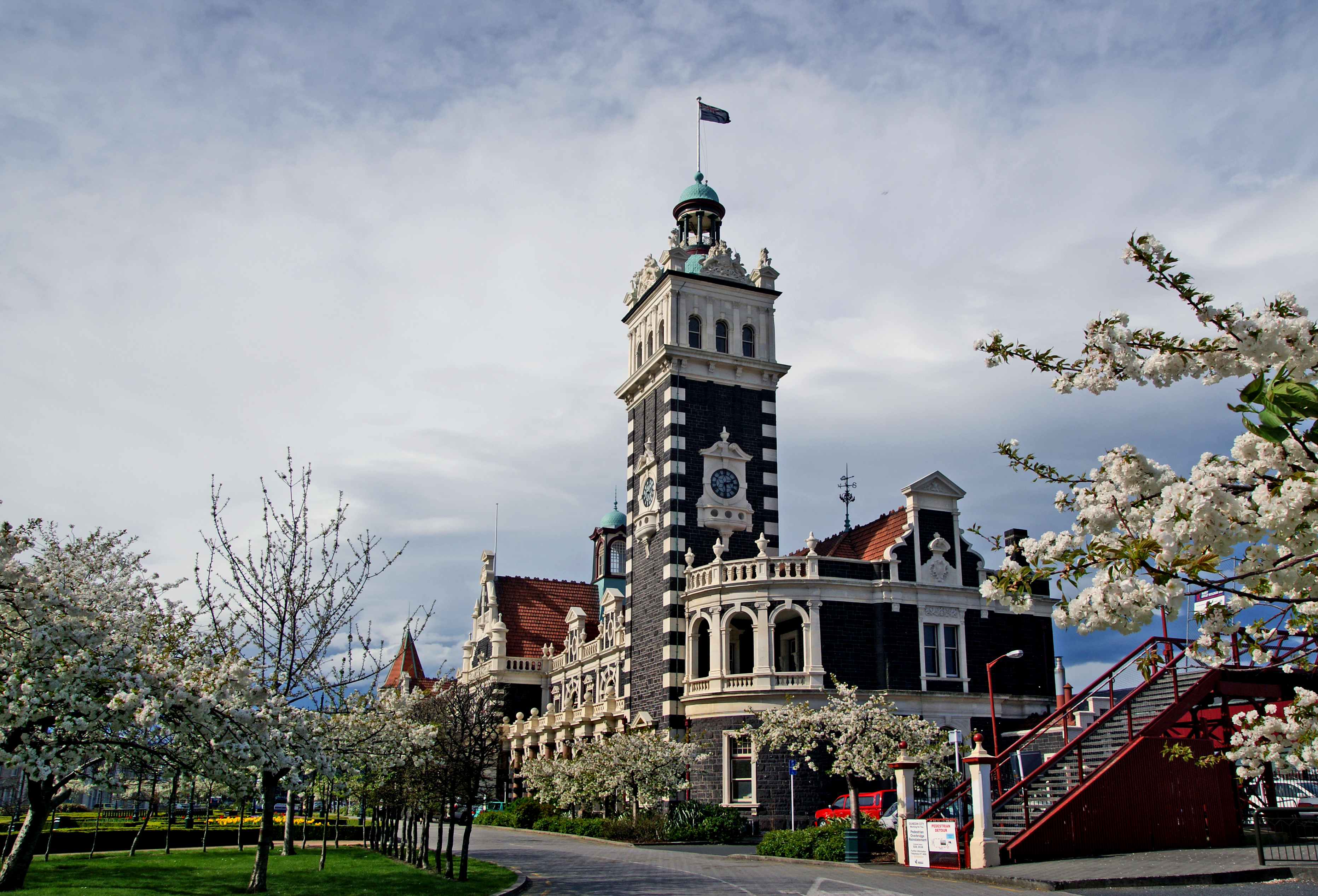
車站大樓南端的鐘樓

但尼丁車站（英語：Dunedin Railway Station）是位於紐西蘭南島但尼丁的一座火車站，為該市著名地標和旅遊景點。其車站建築由喬治·特魯普設計，是這座城市的第四座火車站，其建築採用法蘭德斯文藝復興形式，半圓拱頂、對稱門窗、半圓形窗等，皆是其特徵，外觀則使用奧塔哥地區特有的石材。
但尼丁在1878年開通了至基督城的鐵路。但尼丁車站修建於1903年，開業當時是紐西蘭最繁忙的火車站，但現除觀光列車外已無固定列車班次。目前，但尼丁鐵路公司營運三條從該站出發的旅遊列車線路，分別是內陸號（The Inlander）、海濱號（The Seasider）和維多利亞號（The Victorian）。